# Despierta mamá
Despierta mamá és una pel·lícula dramàtica de thriller d'acció de Panamà del 2024 dirigida, escrita, produïda i protagonitzada per Arianne Benedetti. Es tracta de l'odissea que emprèn una mare després que la seva filla desaparegui misteriosament després de patir un accident a la població on viuen. La resta del repartiment està format per Erick Elías, Mila Romedetti, Ana Alejandra Carrizo, Abraham Pino, Chris Oberto, Ingrid De Ycaza, Andrés Morales i Caio Mena. La pel·lícula va ser escollida com a representació panamenya a la Millor Llargmetratge Internacional als Premis Oscar de 2024.

## Argument
L'Alí decideix traslladar-se a un petit poble de la muntanya amb la seva petita filla Sofia després de la seva devastadora separació del seu marit. Setmanes més tard, es veurà immersa en l'ambient misteriós del lloc i després tindrà un accident i s'adonarà que la seva filla ha desaparegut. En conseqüència, emprendrà una recerca incansable per trobar el parador de la seva filla.

## Repartiment
Els actors que participen en aquesta pel·lícula són:
- Arianne Benedetti com Ali Galiano
- Mila Romedetti com a Sofía Landa
- Erick Elias
- Ana Alejandra Carrizo
- Carlos Alfredo López com a sergent
- Abraham Pino
- Temi Díaz com a José
- Moises Briceño
- Chris Oberto
- Ash Olivera
- Liza Hernández
- Luis Arteaga
- Ingrid De Ycaza
- Marco Oses
- Christopher Oberto
- Andrés Morales
- Caio Mena

## Producció
La fotografia principal va començar el 2 de desembre de 2022, a El Valle de Antón, Panamà, amb una durada de 5 setmanes.

## Estrena
Es va estrenar el 30 de maig de 2024 a les sales de Panamà ai es va projectar més tard l'11 de juny de 2024 al 39a Festival Internacional de Cinema a Guadalajara. La pel·lícula va aconseguir vendre els seus drets de distribució per projectar-se a Mèxic, Amèrica Central i el Carib. Estava previst que s'estrenés el 19 de setembre, 2024, als cinemes mexicans.